# (4363) Sergej
(4363) Sergej est un astéroïde de la ceinture principale.

## Description
(4363) Sergej est un astéroïde de la ceinture principale. Il fut découvert le 2 octobre 1978 à Naoutchnyï par Lioudmila Jouravliova. Il présente une orbite caractérisée par un demi-grand axe de 2,38 UA, une excentricité de 0,23 et une inclinaison de 8,7° par rapport à l'écliptique.

## Compléments